# 扣肉

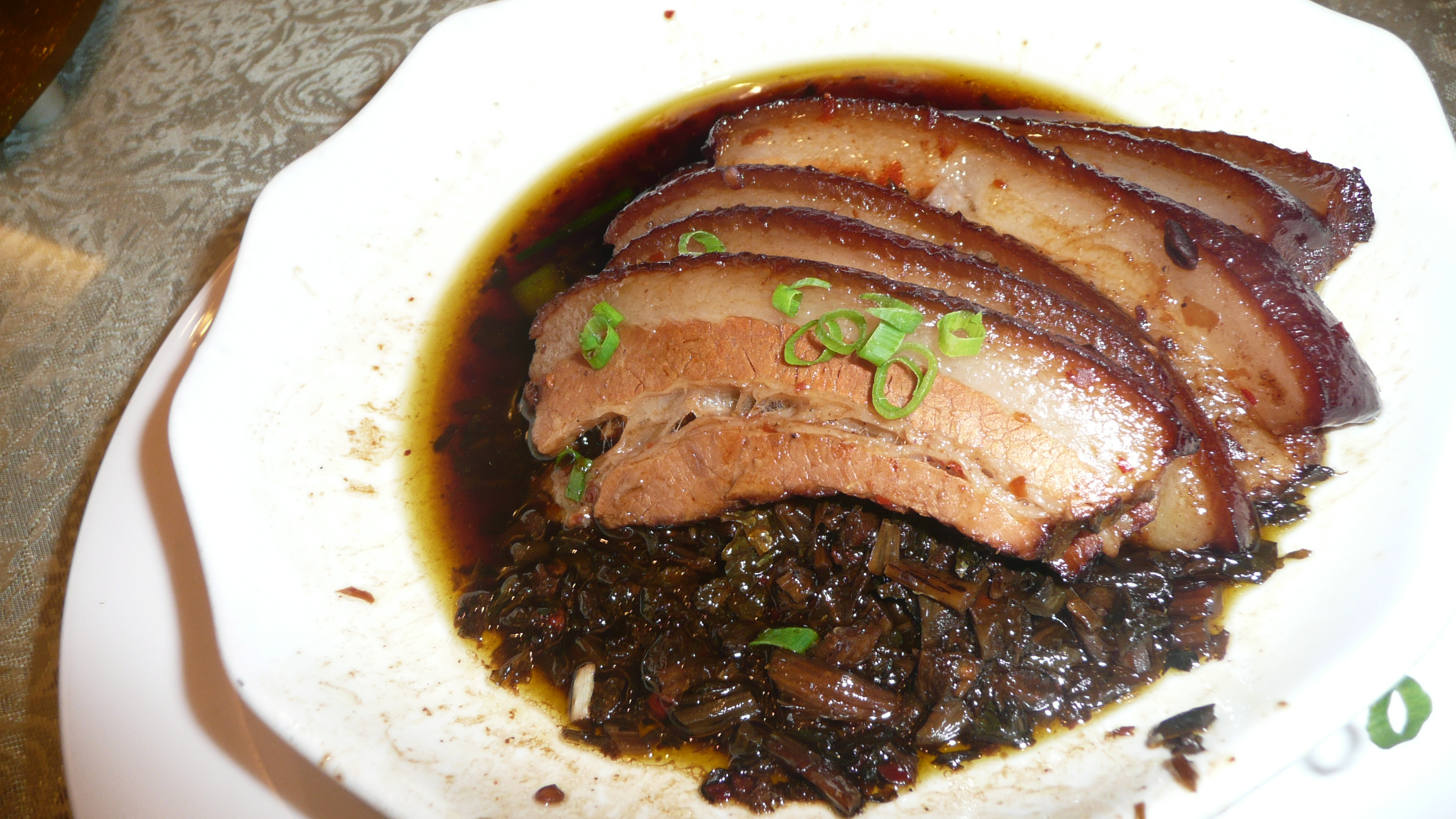
梅菜扣肉

扣肉是一道用猪肉、牛肉或羊肉蒸制成的中國南方菜肴。扣肉的「扣」是指當肉蒸至熟透後，最后将其倒蓋於盤中的過程。通常作法有芋頭扣肉及梅菜扣肉。另外扣肉罐头也是一种常见的罐装食品，罐头内的卤汁是果冻状的。川菜三蒸九扣中燒白等菜餚與扣肉相當。

## 种类

### 梅菜
- 南昌扣肉：江西赣菜自古烹调扣肉作为席上主馔。
- 客家梅菜扣肉：源自粤闽赣交界客家人聚居的梅州地区。

### 块茎
- 广西芋头扣肉：源自广西盛产芋头的地区。
- 广东粉葛扣肉：广东中山沙溪。

### 葉菜
- 湖南瀏陽扣羊肉：以上海白菜配黑山羊。